# France Cricket
L'Association française de cricket, abrégée en France cricket voire FC, membre de la Fédération française de baseball et softball, a pour objet, au nom et sous l'égide de celle-ci, l'organisation générale, le développement, et la promotion de la pratique du cricket en France.
France cricket est chargée de l’organisation des rencontres internationales de l'équipe de France de cricket, de l'organisation du Championnat de France de cricket, des compétitions nationales et inter-régionales. En collaboration avec la FFBS, elle représente officiellement la France auprès des instances internationales du cricket, dont l'International Cricket Council.
En 2023, l'association est mise en cause par le Conseil international du cricket pour avoir inventé des rencontres afin de toucher des subventions.

## Histoire
Afin de devenir membre associé de l'International Cricket Council en 1998, France cricket a pris en octobre 1997 les suites de l'Association Nationale de cricket fondée le 20 novembre 1920 et démantelée en 1940, de l'Association française de cricket reformée en 1987, qui devint Fédération française de cricket en 1988 avant de rejoindre la FFBS en 1990.
Même s’il est pratiqué de façon continue dans l’hexagone depuis 125 ans, le cricket est longtemps resté un sport confidentiel en France. Pourtant le cricket pourrait être d'origine française. C'est en effet en France que l'on trouve le plus ancien témoignage liée au Cricket dans une lettre de doléance de 1478 adressée au Roi qui mentionne une dispute liée à ce jeu dans le village de Liettres, près de Saint-Omer. Le Tournoi Liettres Challenge 1478 célèbre chaque année cet héritage. Cricket viendrait de criquet, qui signifierait en ancien français, poteau ou guichet. Les écrits de Horace Walpole mentionnent la présence du cricket à Paris en 1766, le club anglais du Marylebone Cricket Club avait programmé sa première tournée hors des îles britanniques en France en 1789. La Révolution française repoussa définitivement ce projet. Il fallut attendre 1989 pour voir une sélection française affronter enfin le Marylebone Cricket Club et remporter le match à la surprise générale. La France fut vice-championne Olympique de Cricket aux Jeux olympiques de 1900 à Paris. France Cricket avait annoncé en avril 2009 son intention de jouer en 2012 en France à Paris ou à Lille, avant les Jeux olympiques de Londres, la revanche de 1900 face à l'Angleterre afin de relancer le cricket en France et d'appuyer le retour du Cricket aux Jeux olympiques,. À cette occasion, la France a joué deux matchs amicaux face au Marylebone Cricket Club.

### Développement du cricket
Des partenariats ont été passés à partir de 2012 avec l'USEP pour former des enseignants au cricket dans le but d'implanter le cricket dans les cours d'éducation sportive à l'école primaire. Le développement de l'association s'appuie aussi sur le soutien des ambassades des pays des Test nations en France.

## Compétitions
France Cricket, par convention avec la Fédération Française de Baseball et Softball, est l'instance dirigeante du cricket en France. À ce titre, seules les compétitions agréées par France Cricket peuvent donner lieu à l'obtention de titres officiels.
France Cricket organise chaque année les Championnats de France, Féminins, et Masculins (Division 1, Division 2, etc.), les Coupes de France Féminine et Masculine, ainsi que les Championnats "jeunes" (U19, U16, etc.).
Ces épreuves sont bien évidement des épreuves "Outdoor", gérées par France Cricket, sous le couvert de l'ICC.

### Championnats de France
Les Championnats de France de Cricket sont structurés en plusieurs divisions

#### Championnats Masculins

##### Division I
La Superligue, est le championnat national masculin de première division, regroupant en 2025 8 équipes principalement situées en Île-de-France.

##### Division II
Le Championnat national masculin de 2e division est constitué de 10 équipes, dont des équipes réserves d'équipes de Superligue.

##### Division III
La 3e division masculine est composée de 30 équipes

##### Division IV
la 4e division est quant à elle divisée en plusieurs groupes correspondants à des Ligues Régionales, eux-mêmes divisés en poules : une ligue d'Île-de-France, la Hauts-de-France Cricket League et un championnat du Sud-Ouest. Un championnat de l'Essonne a également lieu tous les étés entre les clubs de cricket localisés dans le département.

### Coupes de France
A l'instar des autres sports, les Coupes de France opposent tous les clubs affiliés à France Cricket, sans distinguo de divisions.

#### Coupe de France Féminine

##### Palmarès
| Saison | Vainqueur            | Finaliste    |
| ------ | -------------------- | ------------ |
| 2024   | PUC                  | AC Stains    |
| 2023   | Non disputée         | Non disputée |
| 2022   | Non disputée         | Non disputée |
| 2021   | Non disputée         | Non disputée |
| 2020   | Lisses CC            | Nantes CC    |
| 2019   | Château de Thoiry CC | LFPCCMR      |

##### Coupe de France Féminine "Jeunes"

###### = Palmarès =
| Saison | Vainqueur    | Finaliste     |
| ------ | ------------ | ------------- |
| 2024   | CSPT         | 94 Royals CC  |
| 2023   | CSPT         | PF CC         |
| 2022   | Dreux CC     | 94 Royals CC  |
| 2021   | Non disputée | Non disputée  |
| 2020   | Dreux CC     | Argenteuil CC |

#### Coupe de France Masculine

##### Palmarès
| Saison | Vainqueur     | Finaliste       |
| ------ | ------------- | --------------- |
| 2024   | L'UIF         | Vipers          |
| 2023   | Dreux CC      | Les Super Kings |
| 2022   | Non disputée  | Non disputée    |
| 2021   | Non disputée  | Non disputée    |
| 2020   | Non disputée  | Non disputée    |
| 2019   | Balbyniens CC | Creil CC        |
| 2018   | Dreux CC      | PF CC           |
| 2017   | Creil CC      | Balbyniens CC   |
| 2016   | PUC           | Creil CC        |
| 2015   | PUC           | Dreux CC        |
| 2014   | Dreux CC      | Northern CC     |

### Indoor
Depuis 2014, le Challenge HEC a lieu annuellement sur le campus de HEC Paris et correspond au championnat senior indoor. Le championnat féminin indoor est organisé sur plusieurs journées tout au long de l'hiver.
La Ligue des Pays de Loire organise un championnat régional de cricket indoor pendant la saison hivernale, tout comme la ligue départementale de l'Essonne.

## Équipes de France
France Cricket est chargé de l'organisation des rencontres de l'Équipe de France de cricket masculine et féminine, et des équipes de France de cricket U19, U17 et U15.

## Clubs affiliés à France Cricket[4]
Lille Cricket Club (59), Saint Omer Cricket Club Stars (62), Vipères Valenciennes Cricket Club (59), Creil Cricket Club (60), Dynamo Lille (59), ASPTT Arras cricket (62), Amiens Cricket Club (80), Kerala Tuskers Ambassadors (78), Dreux Cricket Club (28).